# Schlachte (Bremen)

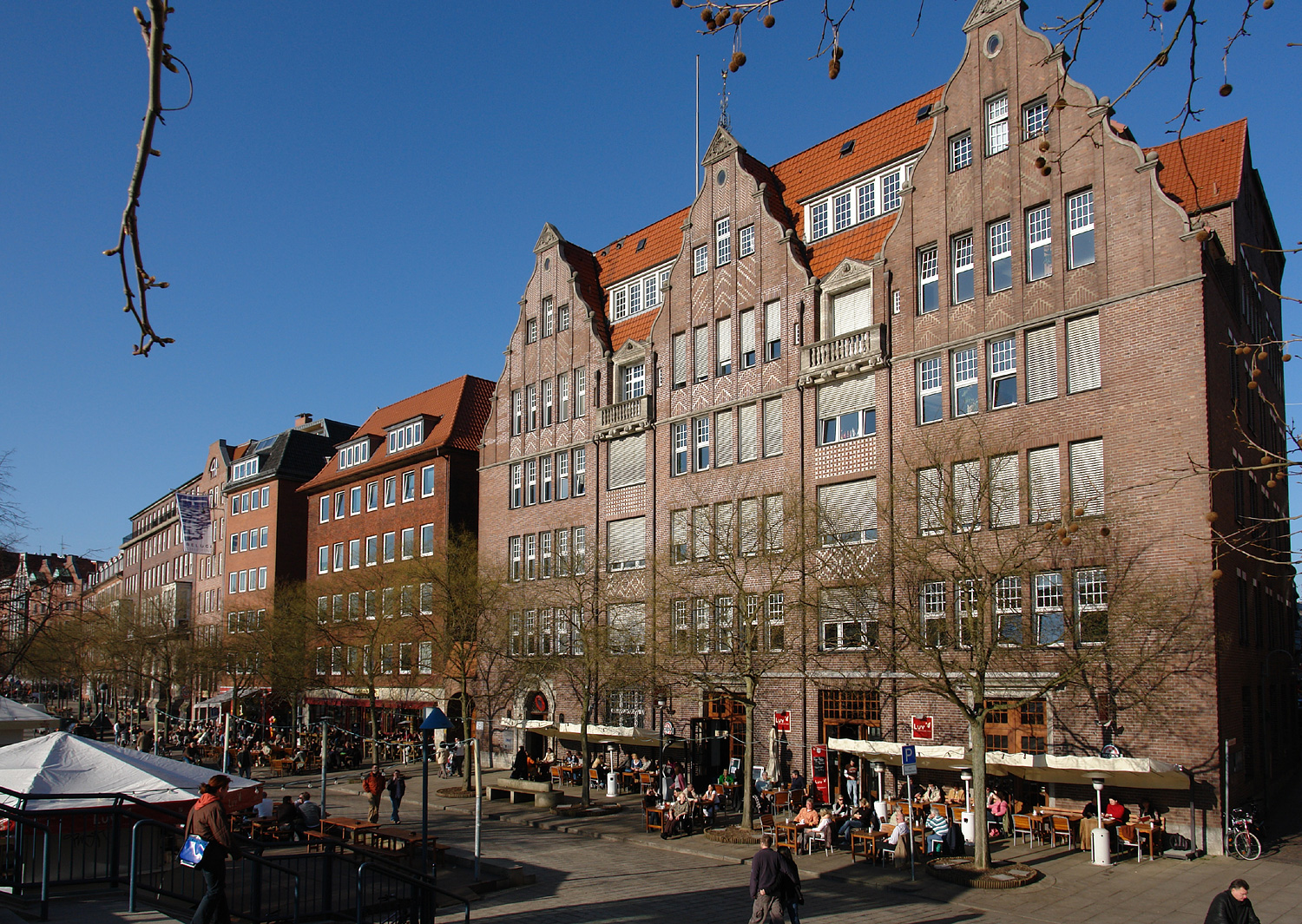
Geschäftshäuser westlich der Teerhofbrücke

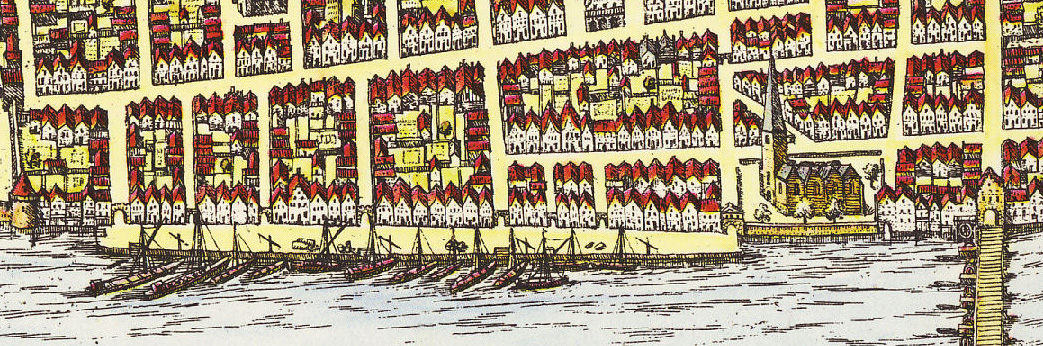
Bremen um 1600 mit Schlachte und Martini-Kirche von Frans Hogenberg

Als Schlachte wird in der Bremer Altstadt die historische Uferpromenade an der Weser bezeichnet. Im amtlichen Sinne ist die Schlachte ein parallel zum Ufer verlaufender Straßenzug, der an der Ecke Erste Schlachtpforte (bei der St.-Martini-Kirche) beginnt und etwa 660 Meter weiter nordwestlich bei der Jugendherberge Bremen (Haus der Jugend), Ecke Kalkstraße endet. Die Schlachte, ursprünglich der Hafenplatz Bremens, hat sich heute zur Gastronomie- und Biergartenmeile gewandelt.

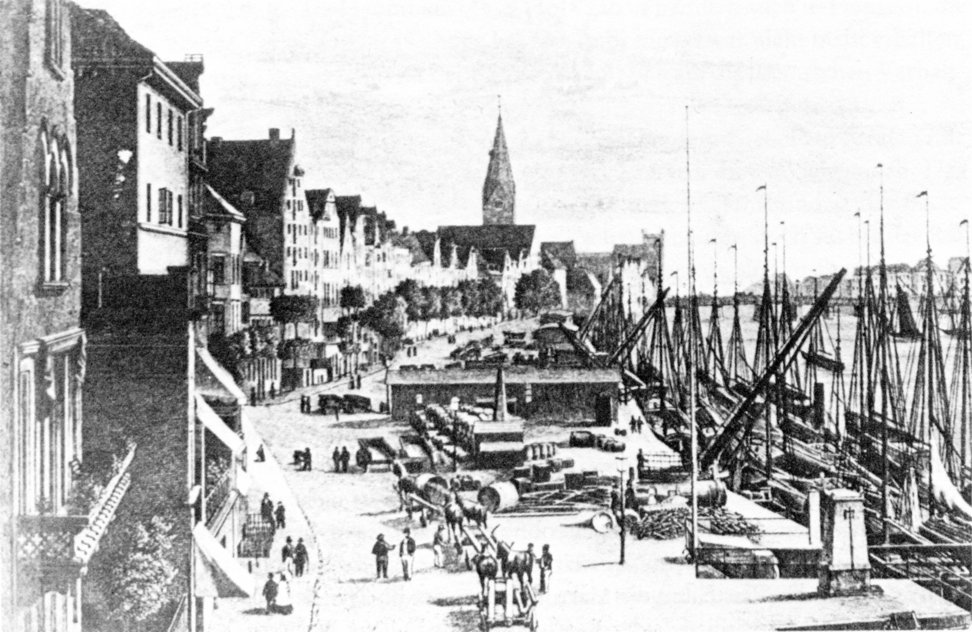
Die Schlachte um 1862

## Name
Der Name Schlachte kommt von slagte, also vom Einschlagen der Uferpfähle, die mit Balken und Faschinenflechtwerk gehalten wurden und für die Uferbefestigung sorgten. Die Bezeichnung stammt aus dem Niederdeutschen und ist in anderer Form – wie beispielsweise im ursprünglicheren Schlagde – für ähnliche Uferbereiche im gesamten norddeutschen Raum verbreitet. 1250 wurde dieser Bereich erstmals als slait urkundlich erwähnt, später auch als slagte und als slacht bezeichnet.

## Geschichte des Schlachtehafens

### Mittelalter
1247 wurde der bis dahin unbebaute Uferstreifen vor der Stadtmauer zwischen Martinikirche und der heutigen Zweiten Schlachtpforte von Bremer Bürgern, vermutlich Fernhandelskaufleuten, besiedelt. In einem 1250 ausgestellten Privileg wurden die Wassermüller verpflichtet, dieses hier erstmals als „slait“ bezeichnete, also mit eingeschlagenen Pfählen befestigte Areal instand zu halten. Aus diesen und anderen Fakten wird auf einen in der Mitte des 13. Jahrhunderts an dieser Stelle entstehenden Hafenbetrieb geschlossen, auch wenn die zu diesem Zweck schon länger benutze Balge ebenfalls und noch lange für den Verkehr von Schiffen (allerdings mit geringerem Tiefgang) zur Verfügung stand. Zugleich bedeutet diese Phase der Entwicklung die beginnende Trennung von Markt- und Hafenplatz, denn an der Schlachte selbst gab es nur wenige Verkaufsstände. Schiffe bis zu einer Tragfähigkeit von etwa 100 Tonnen, wie die Bremer Hansekogge, dürften bis zum späten Mittelalter den Schlachtehafen noch angelaufen haben. „Die Schlachte besaß also durchaus auch Seehafenfunktion.“

### Neuzeit
Die Ansicht der Schlachte auf dem Holzschnitt von 1550/54 zeigt noch in aller Deutlichkeit eine hölzerne Kajenbefestigung. Wenig später wurde sie durch eine steinerne Ufermauer ersetzt, die Ummauerung der Stadt zum Ufer hin wurde immer mehr aufgebrochen und 1557 die Schlachte auch rechtlich dem Stadtgebiet zugeschlagen. Zehn Gassen führten später aus der Stadt auf den Hafenplatz, das waren flussabwärts gezählt: die Erste Schlachtpforte, der Josephsgang, der Ulenstein, die Zweite Schlachtpforte, die Heimlichenpforte, die Ansgaritränkpforte, die Kranpforte, die Düsternpforte, die Zingel und die Letzte Schlachtpforte. Sie waren mit Wachen besetzt und wurden nachts verschlossen.
Zwischen 1600 und 1830 änderte sich in Aussehen, Organisation und technischer Ausstattung des Bremer Schlachtehafens wenig. Ihre Ausdehnung hatte eine Länge von 450 m erreicht und erstreckte sich von der Martinikirche fast bis zum Kornhaus. Stadtseitig war sie von einer nur durch die Schlachtpforten unterbrochenen Reihe meist giebelständiger Kaufmannshäuser begrenzt. Hier waren auch die Wohnungen der Hafenbeamten und eine ganze Reihe von Schankbetrieben, deren Betrieb ständig Anlass zu Auseinandersetzungen gab.
Auf der auch als Lager genutzten, (angeblich seit 1646) gepflasterten Fläche standen noch die Messelbude der Kornmesser, eine Waage, die Verkaufsstände für Fisch und Töpferwaren, mehrere Brunnenhäuschen mit Handpumpen und vor allem die Wuppen und der große Tretkran.

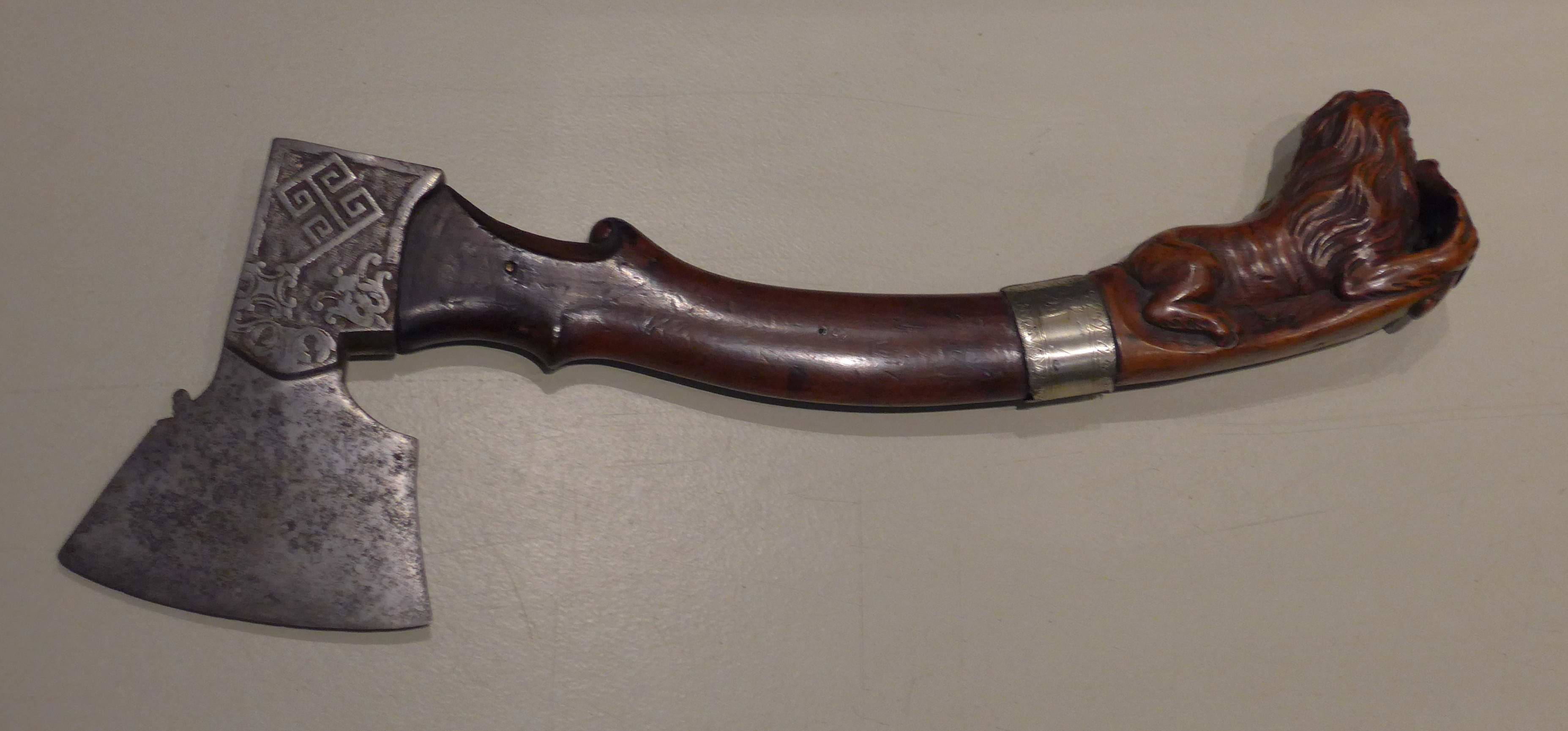
Amtsbeil des Bremer Schlachtvogts, mit dem er die Taue widerrechtlich festgemachter Schiffe kappte. 18. Jahrhundert, Focke-Museum Bremen

Die administrative Aufsicht über den Hafenbetrieb oblag zwei Ratsherren, den sog. Schlachtherren, die alltäglichen Leitungsaufgaben vor Ort dem Schlachtvogt und die Buchhaltung dem Schlachtschreiber. Schlachtwächter kontrollierten die Schlachtpforten und sollten Diebstähle von gelagertem Gut verhindern. Küper, Packer, Kornmesser, Kran- und Wippenmeister, Tonnen- und Sackträger („Maskopsträger“), Karrenschieber und Fuhrleute sorgten für die praktische Durchführung des Warenumschlags.
Der für Schiffe zur Verfügung stehende Platz an der Kaimauer war begrenzt, meist lagen die Fahrzeuge in mehreren Reihen nebeneinander am Kai; mit wiederholt erneuerten amtlichen Schlachtordnungen versuchte man regelnd einzugreifen, in Schlachtrollen waren die Entgelte für die Hafendienstleistungen festgelegt.
Abseits der „Großen Schlachte“ befand sich flussaufwärts, oberhalb der (1244 erstmals genannten) Weserbrücke noch die „Kleine Schlachte“ der Binnenschiffe mit Zugang vom Stavendamm.

### 19. Jahrhundert
Eine Steigerung des Frachtverkehrs in der 1. Hälfte des 19. Jahrhunderts führte zu einer geringfügigen Verlängerung der Schlachte, doch erst die Eisenbahn zwang zu einer grundsätzlichen Umstrukturierung des Bremer Hafenwesens. 1860 nahm der Weserbahnhof auf der Stephanikirchenweide seinen Betrieb auf und verband das Bremer Weserufer mit dem rasant wachsenden deutschen Eisenbahnnetz, an das 1862 auch Bremerhaven angeschlossen wurde. Ab 1884 entstanden zeitgleich mit der Weserkorrektion am westlichen Stadtrand hinter dem Weserbahnhof eine Reihe großer, wieder für Seeschiffe geeigneter Hafenbecken. Die Schlachte hatte als seeorientierter Umschlagplatz ausgedient.

## Die Umgestaltung im 20./21. Jahrhundert

Blick vom Teerhof auf die Schlachte (2014). Links die Teerhofbrücke.

Nachdem die Gebäude entlang der Schlachte über Jahrzehnte überwiegend als Handelskontore und Lagerhäuser genutzt wurden und das Straßenleben trotz der attraktiven Lage an der Weser entsprechend gering war, unterlag sie ab Ende des 20. Jahrhunderts einem umfassenden Umbauprozess. Nach einer ersten Umwidmung zu einer Fußgängerzone im Jahre 1985 wurden zwischen 1993 und 2000 im Rahmen des Expo-Projektes „Stadt am Fluß“ weite Teile baulich neu gestaltet.
Die untere Ebene der Schlachte einschließlich der flussabwärts und flussaufwärts in Verlängerung der Schlachte liegenden Wege im Ortsteil Altstadt wurde seit der Beseitigung von Trümmerschutt nach dem Krieg und Neubau der Weserbrücken als Promenade hergerichtet. Dort kann man auf zwei Ebenen über eine Strecke von zwei Kilometern auf Uferweg und Straße an der Weser entlang spazieren.
Der flussaufwärts gelegene Abschnitt von der Ecke Erste Schlachtpforte bis zur Bürgermeister-Smidt-Brücke wurde zu einer Promenade mit historischem Flair umgestaltet. In den ehedem größtenteils als Lagerhäuser genutzten Gebäuden wurden erdgeschossig Restaurants, Bars und Kneipen mit zirka 2.000 Sitzplätzen unter freiem Himmel eingerichtet, darüber siedelten sich junge Betriebe wie Mediengestalter und Werbefirmen an. Die Anbindung an die Innenstadt wurde durch die Neugestaltung der Durchgänge zwischen Obernstraße, Martinistraße und Schlachte verbessert.
Modernisierte Anleger an der Weser bieten nunmehr Platz für mehrere Schiffe, darunter die Friedrich, die Alexander von Humboldt und die Roland von Bremen, der Nachbau einer Hansekogge aus dem 14. Jahrhundert.
Mit dem gegenüberliegenden Teerhof wurde die Schlachte durch eine 1993 neu errichtete Fußgänger- und Radwegbrücke – die so benannte Teerhofbrücke – verbunden. Die Teerhofbrücke ist Ergebnis eines Architektenwettbewerbs, der ausgeführte Entwurf stammt vom Bremer Architekten Dieter Quiram.
In kurzer Zeit entwickelte sich die Schlachte zu einer Vergnügungsmeile, auf die ab 2004 auch der früher dem nahegelegenen Marktplatz vorbehaltene Teil des „historischen“ Weihnachtsmarktes ausgedehnt wurde. Der zunächst hauptsächlich von einigen am Marktplatz ansässigen Markttreibenden befürchtete Kundenschwund erwies sich jedoch als unbegründet.
2007/2008 wurde auch der westliche Teil der Schlachte umgestaltet. Die städtebaulichen Maßnahmen betrafen den bis dahin noch ausstehenden Teil der oberen Ebene der Schlachte, den flussabwärts des Stadtzentrums gelegenen Abschnitt zwischen Bürgermeister-Smidt-Brücke und Ecke Diepenau. Nach den Stadtentwicklungsmaßnahmen im Stephaniviertel und vor allem wegen der Ansiedlung von Radio Bremen an diesem Teil der Schlachte ist die bisher bestehende städtebauliche Lücke geschlossen worden. Die Arbeiten wurden im Februar 2008 abgeschlossen.

## Heutiger Aufbau

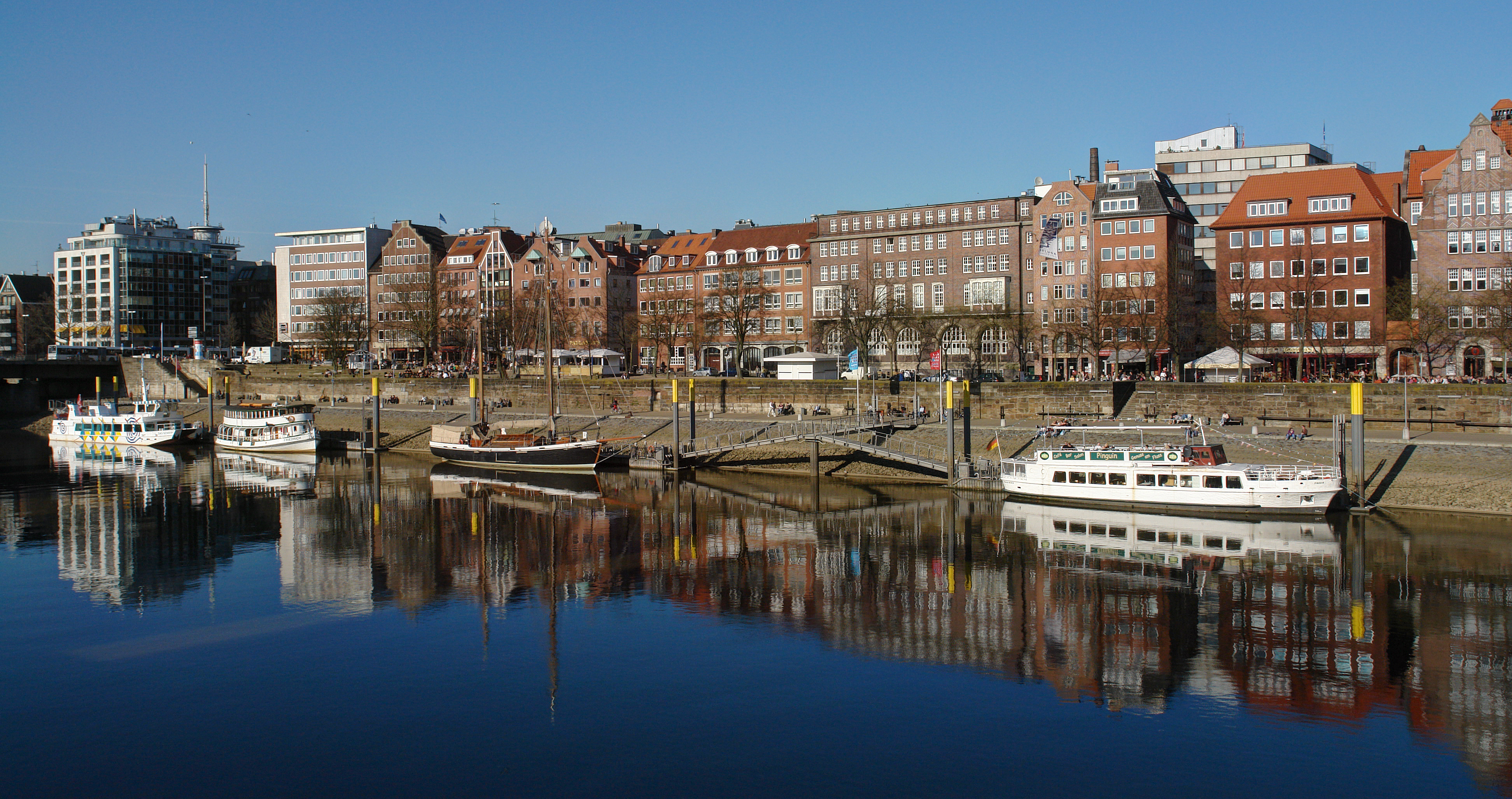
Das westliche Drittel der Schlachte

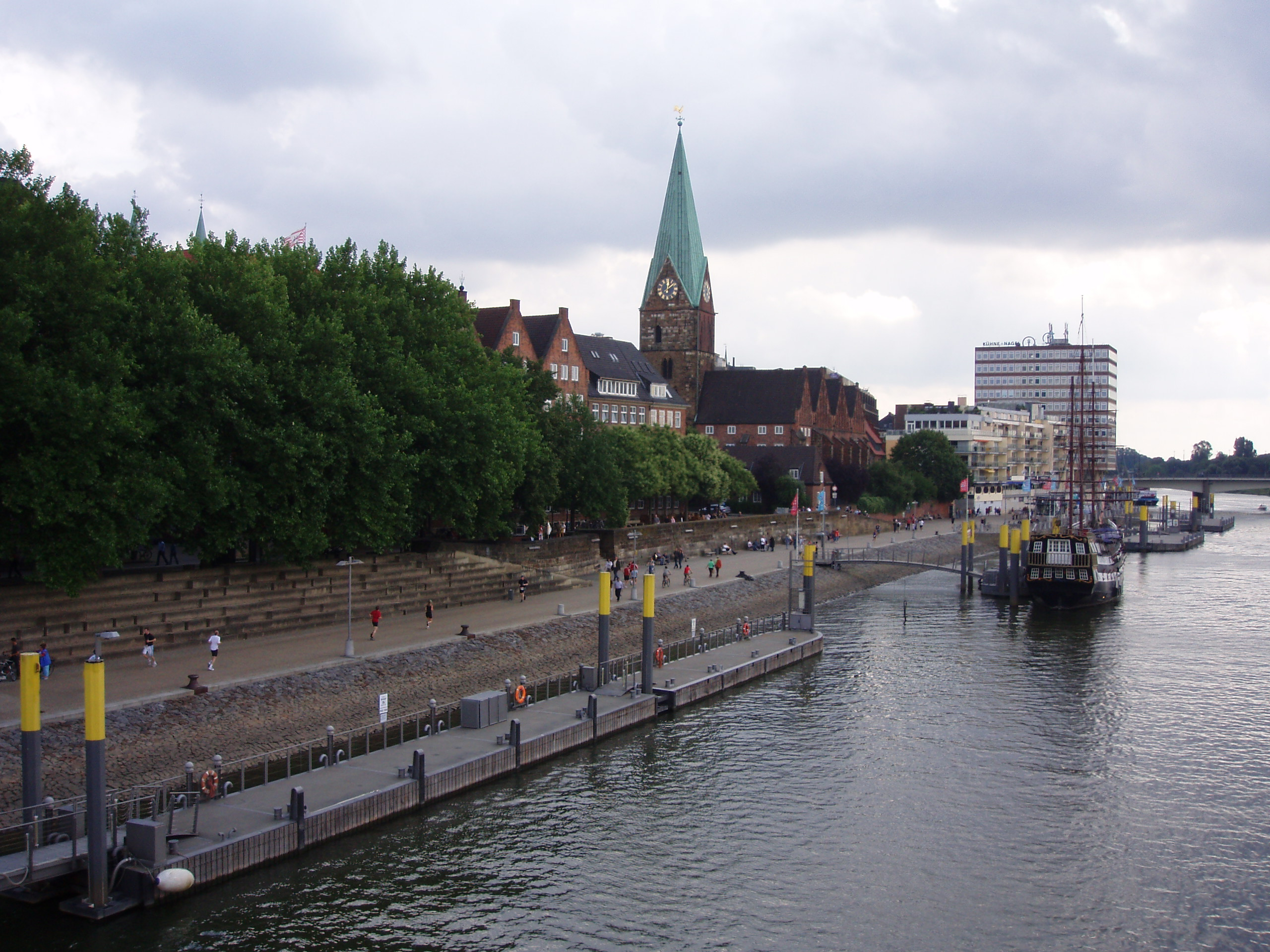
Das östliche Drittel der Schlachte mit der St.-Martini-Kirche

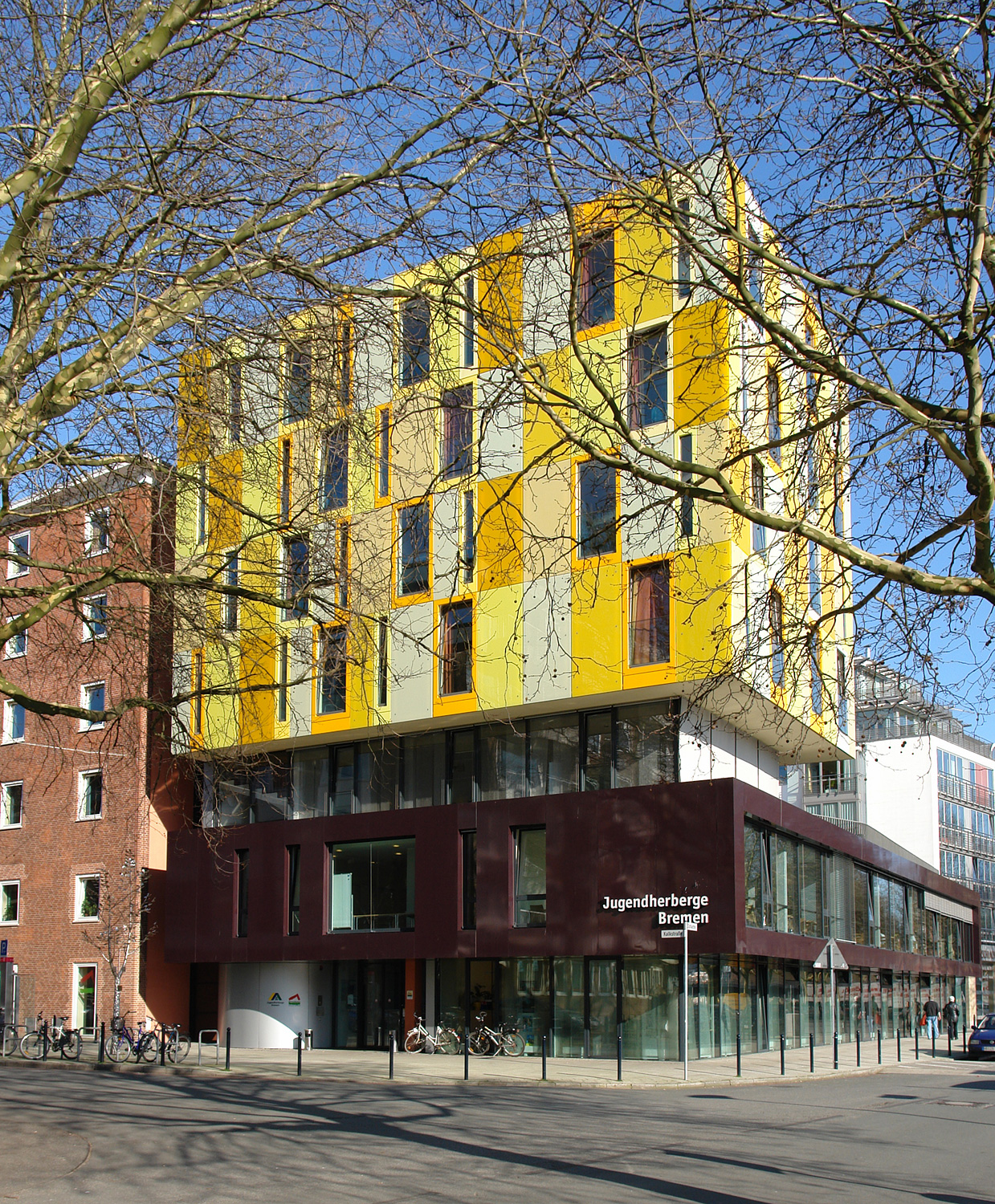
Jugendherberge an der Kalkstraße / Ecke Schlachte

Die Schlachte besteht heute aus zwei Hauptebenen: Die untere besteht aus den Anlegestellen für die Schiffe und einer gepflasterten unteren Promenade. Dahinter ragt die etwa vier Meter hohe ehemalige Kaimauer auf. Bis nach dem Zweiten Weltkrieg reichte die Weser bis hierher heran und erst durch spätere Vorschüttungen entstand der heutige unhistorische Abstand zwischen Mauer und Fluss. Das obere Niveau mit einer weiteren Promenade liegt etwa auf Höhe der übrigen Innenstadt. Dort, also an Stelle des alten Stapelplatzes, befinden sich gastronomisch genutzte Freiluft-Sitzplätze. Dahinter verläuft die größtenteils dem Fußgängerverkehr vorbehaltene Straße, die eigentliche „Schlachte“, gegenüber befinden sich überwiegend gastronomische Einrichtungen. Der Freiluftbetrieb der Gaststätten ist zum Schutz der Anwohner auf die Zeit bis 24 Uhr beschränkt.

## Gebäude und Anlagen

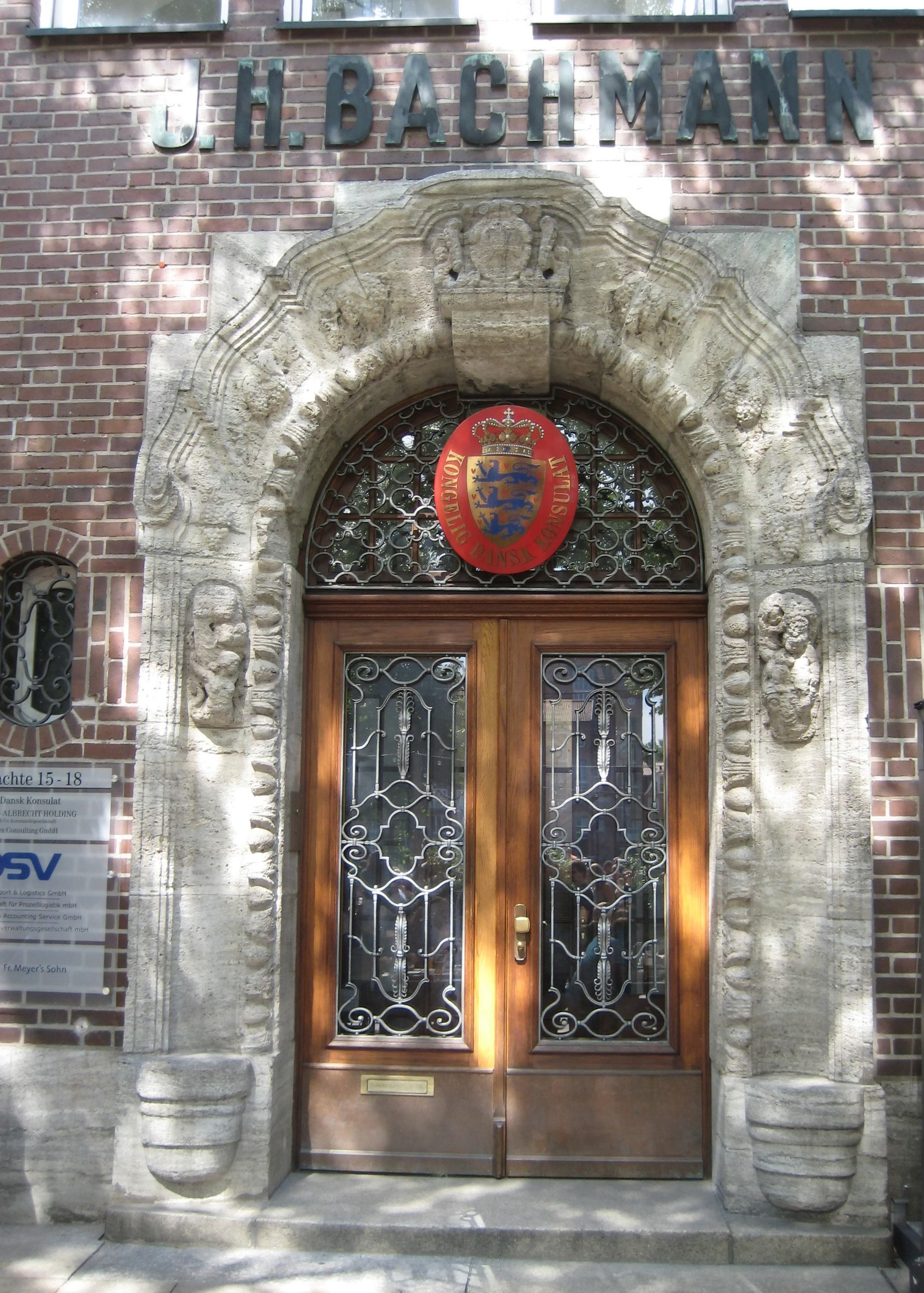
Eingangsportal des Bachmann-Hauses an der Schlachte

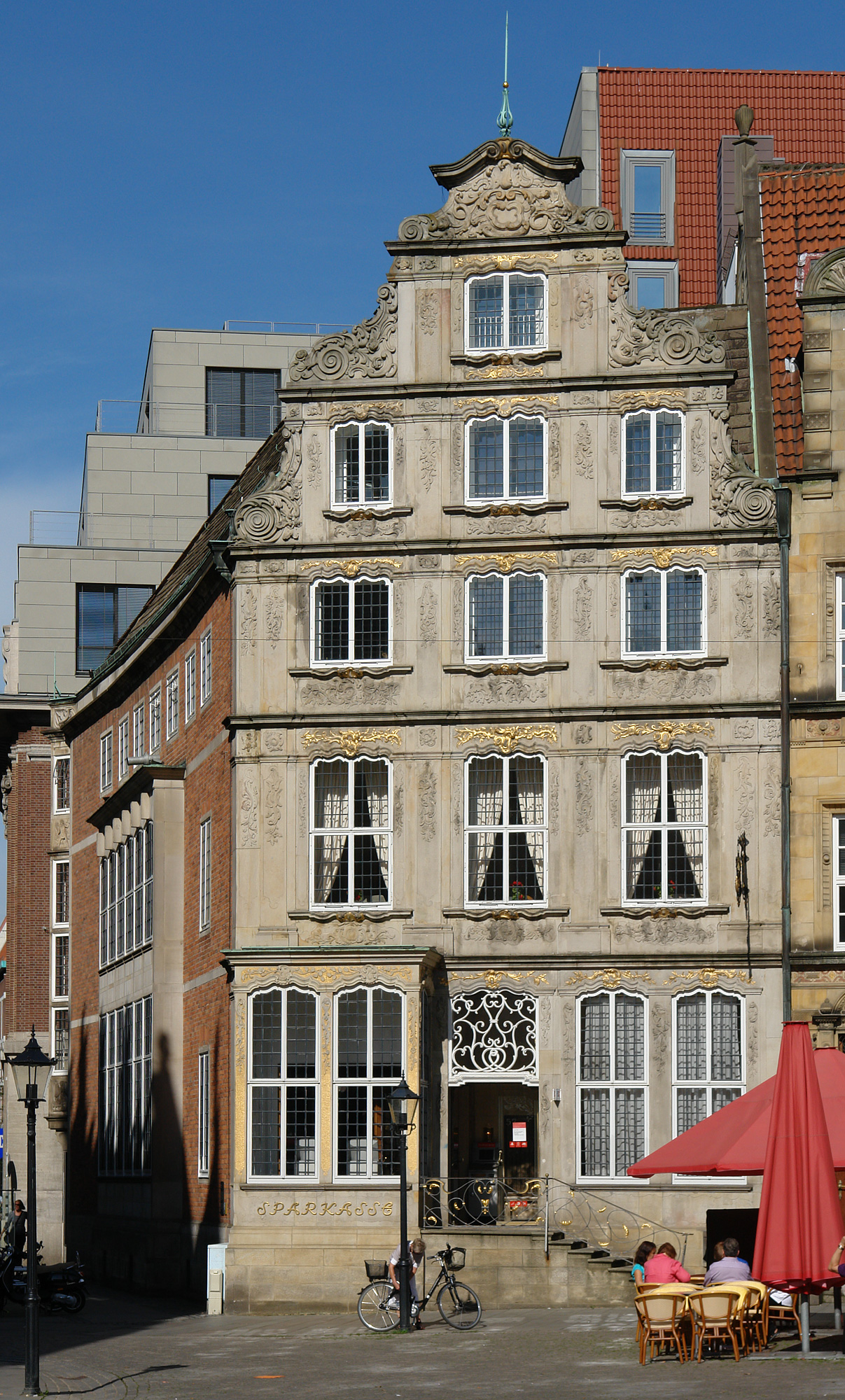
Fassade des Pflügerschen Hauses, heute am Markt

### Heutige Gebäude
- Schlachte 2: Bürohaus von 1959 für die Schreiber-Reederei (heute Hal över) nach Plänen von Fritz Brandt
- Schlachte 3 bis 5: Rotsteinsichtiges konservativ gestaltetes Geschäftshaus mit drei Giebeln von 1949/51 nach Plänen von Arthur Bothe für die Firma Golluecke und Rothfos
- Schlachte 15 bis 18: Firmensitz der Handelsfirma J.H. Bachmann, wurde 1913 nach Plänen von Richard Bielenberg und Josef Moser erbaut. Das sechsgeschossige, backsteinsichtige Kontorhaus mit seinen drei Schweifgiebeln brannte 1944 aus und wurde 1948 wieder aufgebaut. Es beherbergt heute die DSV Air & Sea GmbH. und das Dänische Honorarkonsulat.
- Schlachte 23–26 (auch Langenstrasse 38/42): Die Kontorhäuser im opulenten Dekorationsstil mit Barock- und Renaissanceformen waren früher Sitz der Reisbörse und der Argo Reederei. Sie wurden 1904/05 nach Plänen von Johann Georg Poppe gebaut. Die Umbauten von 1947 bis 1951 stammen von Karl Walter.
- Schlachte 30A: Das Geschäftshaus wurde um 1960 gebaut.
- Schlachte 32: Geschäftshaus Vorsorge Versicherung von 1964, denkmalgeschützt
- Schlachte 36: Hotel von 2005 nach Plänen von Ute Kastens und Uwe Siemann; im Keller des Hotels Überfluss sind Mauerreste eines um 1183 errichteten Steingebäudes bzw. der Stadtmauer sichtbar.
- Schlachte Nr. 41–44: Wohn- und Geschäftshaus von 1981 nach Plänen von Gert Schulze

### Frühere Gebäude
- Schlachte 1: Gebäude von 1819 nach Plänen von Jacob Ephraim Polzin; nicht erhalten
- Schlachte 31B: Das Pflügersche Kontorhaus wurde nach Plänen des Bildhauers Theophilus Wilhelm Frese um 1755 im Stil des Rokokos von dem Weinhändler und Ratsherrn Johann Georg Hofschlaeger erbaut. Es hatte fünf Geschosse. 1836 kaufte Georg Friedrich Pflüger das Haus und richtete den Gasthof Stadt Paris ein. 1874 übernahm Gütermesser Carl Wilhelm Meyer das Gebäude. Am Anfang des 20. Jahrhunderts wurde nach Plänen von Albert Dunkel ein Neubau errichtet unter Wiederverwendung der Rokokofassade. Das Haus brannte 1944 aus. Die Fassade wurde 1957/58 für den Neubau Haus der Stadtsparkasse am Marktplatz Ecke Langenstraße wiederverwendet.
- Schlachte 38: Residenz des großherzoglich-oldenburgischen Konsuls und Reeders Oltmann Thyen.[7]

### Denkmalschutz
Die Schlachte als Gesamtanlage und folgende Bauten stehen unter Denkmalschutz:
- Martinikirchhof 3 und 6: Martinikirche und Neanderhaus, 1229/1250
- Schlachte 2 bis 32 als Ensemble
- Schlachte 3 bis 5: Geschäftshaus, 1949–1951
- Schlachte 10, 11: Verlags- und Kontorhaus, 1925–1927
- Schlachte 15 bis 18: Geschäftshaus J.H. Bachmann von 1913, 1948 wieder aufgebaut
- Schlachte 30A: Geschäftshaus, um 1960
- Schlachte 32: Geschäftshaus, 1964
- Schlachtemauer als Hafenmauer, 16. bis 19. Jahrhundert
- Geschäftshaus Erste Schlachtpforte 1, um 1955